# Kowalscy (ród górnośląski)
Kowalscy, Kowalowscy – górnośląska rodzina szlachecka nieznanego herbu.
Wzmiankowana w końcu średniowiecza i epoce nowożytnej na Górnym Śląsku, przede wszystkim w Księstwie Cieszyńskim, oleśnickim i raciborskim. Gniazdem rodzinnym była wieś Kowale na północny wschód od Skoczowa lub Kowale niedaleko Trzebnicy w księstwie oleśnickim.  Henko de Cowal (Henryk z Kowali) koło Trzebnicy wzmiankowany jest w 1351 r. Jan Kowalowski zwany Stopą, sędzia ziemski Księstwa Cieszyńskiego, jest wspominany w dokumentach księcia Wacława z 1462, oraz jako właściciel Kowali w księstwie oleśnickim. Po śmierci Stopy, Kowale w Księstwie Oleśnickim przechodzą we władanie innego rodu.  Może to świadczyć o trwałym przeniesieniu się jego potomków do Księstwa Cieszyńskiego, gdzie jeszcze w XIV w., na obszarze późniejszej wsi Kowale, powstaje gródek rycerski. Osadę tę mógł nadać Kowalskim lub ich bezpośrednim poprzednikom książę cieszyński Przemysław I Noszak. Genealog Josef Pilnáček wymienia Kowalskich z Kowali wśród szlachty cieszyńskiej. W 1552 r. wzmiankowana jest Anna Kowalska, żona Adama Budzowskiego z Łowoszowa koło Olesna. W 1599 Mikołaj Kowalski z Kowal, żonaty z Zuzanną Wrbską, był właścicielem Żytnej koło Raciborza. Na pocz. XVII Marcin Kowalski z Kowal, żonaty z Marianną Zajiczkową był właścicielem Niewiadomia koło Rybnika.
W latach późniejszych ród uległ pauperyzacji. Niektóre górnośląskie rodziny noszące nazwisko Kowalski, m.in. w parafii Gościęcin/Kostenthal w XVII, XVIII, XIX i XX w., mogło wywodzić się z tego właśnie rodu. W księgach parafii Gościęcin najwcześniejsze zapisy dotyczą Grzegorza Kowalskiego (ur. ok. 1650) i Marcina Kowalskiego (ur. ok. 1680), zamieszkujących Ligotę Wielką. Kowalscy żyli jednak również w innych częściach Górnego Śląska.
Na Górnym Śląsku mogli mieszkać również przedstawiciele innych rodziny szlacheckie o nazwisku Kowalski. Pierwotne siedziby Kowalskich herbu Wieruszowa (m.in. Kowale, Praszka, Żytniów) przylegały do granic Śląska, a członkowie rodziny wchodzili w związki z rodami śląskimi. To samo mogło dotyczyć Kowalskich innych herbów. Nie można również wykluczyć, że część Kowalskich na Górnym Śląsku nie była szlacheckiego pochodzenia.